# Tom Hurwitz
Thomas D. „Tom“ Hurwitz (* 1947) ist ein US-amerikanischer Kameramann und Dokumentarfilmer.

## Leben
Hurwitz ist der Sohn des Filmschaffenden Leo Hurwitz (1909–1991). Er wuchs in New York City auf, besuchte private Schulen und erwarb seinen Bachelor an der Columbia University in New York. Nachdem er in den 1970er Jahren fünf Jahre in Kalifornien gelebt hatte, kehrte er in seine Heimat New York zurück.
Hurwitz war ab Mitte der 1960er Jahre an über 200 Filmproduktionen beteiligt, wobei er überwiegend an Dokumentarfilmen arbeitete. Seit 1977 ist er als hauptverantwortlicher Kameramann tätig. Er erhielt für seine Kameraarbeit mehrere Preise, darunter zwei Daytime Emmy Awards; 1982 in der Kategorie Outstanding Cinematography in Children's Programming für eine Episode der Kindersendung The Big Blue Marble und 1988 in der Kategorie Outstanding Achievement in Cinematography für eine Episode der ABC Afterschool Specials. 1998 wurde Hurwitz für seine Arbeit am Dokumentarfilm Wild Man Blues auf dem Sundance Film Festival mit dem Excellence in Cinematography Award Documentary ausgezeichnet.
Hurwitz ist mit der Psychoanalytikerin Margaret Klenck verheiratet. Das Paar hat einen gemeinsamen Sohn. Aus einer früheren Ehe hat Hurwitz zwei Töchter. Privat gibt er Seminare für Liturgie an der New Yorker Episkopalkirche Cathedral of Saint John the Divine.
Seit dem Jahr 2009 ist er Mitglied der American Society of Cinematographers (ASC).

## Filmografie (Auswahl)
Kamera
- 1977: The Popovich Brothers of South Chicago (Dokumentarfilm)
- 1977: The Grateful Dead (Dokumentarfilm)
- 1977: Alambrista!
- 1978: Family Business (Dokumentarfilm)
- 1980: We Are the Guinea Pigs (Dokumentarfilm)
- 1981: The Killing of America (Dokumentarfilm)
- 1981: The Weavers: Wasn't That a Time (Dokumentarfilm)
- 1984: In Our Hands (Dokumentarfilm)
- 1984: Harte Pfeile – Mitten ins Herz (Hard Choices)
- 1984: Lillian Gish (Dokumentarfilm)
- 1984: White Elephant
- 1984: Merton
- 1984: Gewinnen wir, Mama? – Amerika und der kalte Krieg (Are We Winning Mommy? America & the Cold War, Dokumentarfilm)
- 1986: Down and Out in America (Dokumentarfilm)
- 1987: Daniel and the Towers (Fernsehfilm)
- 1987: Creepshow 2
- 1988: A Vision Shared: A Tribute to Woody Guthrie and Leadbelly (Dokumentarfilm)
- 1991: Das zehn Millionen Ding (The 10 Million Dollar Getaway, Fernsehfilm)
- 1991: 5 Tage noch (Pink Lightning, Fernsehfilm)
- 1991: Downtown Cop
- 1996: Still Here (Dokumentarfilm)
- 1996–2012: Frontline (Dokumentarserie, 9 Episoden)
- 1997: Wild Man Blues (Dokumentarfilm)
- 1998: Jung, weiblich, gnadenlos (Jaded)
- 1998: Woodstock '94 (Dokumentarfilm)
- 1998: Whipped (Dokumentarfilm)
- 1998: Dancemaker (Dokumentarfilm)
- 1999: Die Beat Generation – Wie alles anfing (The Source: The Story of the Beats and the Beat Generation, Dokumentarfilm)
- 1999: Who's Dancin' Now? (Dokumentarfilm)
- 2000: My Generation (Dokumentarfilm)
- 2000: The Turandot Project (Dokumentarfilm)
- 2001: Lost in Las Vegas (Dokumentarfilm)
- 2002: Questioning Faith: Confessions of a Seminarian (Dokumentarfilm)
- 2003: The Shakespeare Sessions (Dokumentarfilm)
- 2004: Music from the Inside Out (Dokumentarfilm)
- 2004: Hollywood und der Holocaust (Imaginary Witness: Hollywood and the Holocaust, Dokumentarfilm)
- 2004: Hakoah – Club der Sirenen (Watermarks, Dokumentarfilm)
- 2005: Our Brand Is Crisis (Dokumentarfilm)
- 2006: Kansas to Kandahar
- 2007: Ghosts of Abu Ghraib (Dokumentarfilm)
- 2007: Coma (Dokumentarfilm)
- 2008: Valentino: Der letzte Kaiser (alentino: The Last Emperor, Dokumentarfilm)
- 2009: Shouting Fire: Stories from the Edge of Free Speech (Dokumentarfilm)
- 2009: Studs Terkel: Listening to America (Dokumentarfilm)
- 2009: Rethinking Cancer (Dokumentarfilm)
- 2010: Dancing Across Borders (Dokumentarfilm)
- 2010: Killing in the Name (Dokumentarkurzfilm)
- 2011: Gloria: In Her Own Words (Dokumentarfilm)
- 2011: Eames: The Architect & The Painter (Dokumentarfilm)
- 2012: Die Königin von Versailles (The Queen of Versailles, Dokumentarfilm)
- 2012: Love Free or Die (Dokumentarfilm)
- 2012: The Standbys (Dokumentarfilm)
- 2012: Koch (Dokumentarfilm)
- 2012: Horse Tribe (Dokumentarfilm)
- 2012: Can't Stand Losing You (Dokumentarfilm)
- 2012: Auf Hundeschlitten gegen den Tod (Icebound, Dokumentarfilm)
- 2013: Andre Gregory: Before and After Dinner (Dokumentarfilm)
- 2013: Before the Spring: After the Fall (Dokumentarfilm)
- 2013: The Pleasures of Being Out of Step (Dokumentarfilm)
- 2013: What Is Cinema? (Dokumentarfilm)
- 2014: Paul Taylor Creative Domain (Dokumentarfilm)
- 2014: Fünf Tage in New York – Gay Pride am Hudson (Dokumentarfilm)
- 2014: Magician: The Astonishing Life and Work of Orson Welles (Dokumentarfilm)
- 2015: Tiger Tiger (Dokumentarfilm)
- 2015: (Dis)Honesty: The Truth About Lies
- 2015: The Jazz Loft According to W. Eugene Smith (Dokumentarfilm)
- 2016: Nothing Left Unsaid: Gloria Vanderbilt & Anderson Cooper (Dokumentarfilm)
- 2016: Beyond Borders (Dokumentarfilm)
- 2016: The Last Songwriter (Dokumentarfilm)
- 2017: Shadowman (Dokumentarfilm)
- 2017: The China Hustle (Dokumentarfilm)
- 2017: Joan Didion: The Center Will Not Hold (Dokumentarfilm)
- 2017: Cradle of Champions (Dokumentarfilm)
- 2018: Studio 54 – The Documentary (Dokumentarfilm)
- 2018: One Vote (Dokumentarfilm)
- 2018: And Now, Love (Dokumentarfilm)
- 2019: Pavarotti (Dokumentarfilm)
- 2020: The Land of Azaba (Dokumentarfilm)

Regie
- 1967: For Life, Against the War (Dokumentarfilm)
- 1968: Last Summer Won't Happen (Dokumentarfilm, Co-Regie mit Peter Gessner)
- 1980: Horsemen of Inner Mongolia (Kurzfilm)
- 2006: God's Next Army (Dokumentarfilm)